# Verenigde Progressieve Partij
De Verenigde Progressieve Partij is een verboden linkse politieke partij in Zuid-Korea. De partij werd opgericht op 5 december 2011 als een fusie van de Democratische Partij van de Arbeid, de Volks Participatie Partij van Rhyu Si-min, en een factie van de Nieuwe Progressieve Partij. De Zuid-Koreaanse regering heeft de partij verboden en een lid van de partij tot 12 jaar celstraf veroordeeld vanwege het vermeend plotten van een "pro-Noord-Koreaanse opstand". Amnesty International heeft het verbod veroordeeld en zei dat het "serieuze vragen oproept over het geloof in democratie door de overheid".
De UPP had voorgesteld om een alliantie aan te gaan met de grote liberale Democratische Verenigde Partij (DUP), de voorstel heeft de DUP afgewezen.